# Cossacks 3
Cossacks 3 je realtimová strategie vyvíjená studiem GSC Game World. Jedná se o přepracování prvního dílu série. Ve hře bude obsaženo 5 historických kampaní odehrávajících se na bojištích 17. a 18. století. V šarvátce nebo hře více hráčů se hráč bude moci ujmout jednoho z 12 národů (dalších 8 přibude v pozdějších aktualizacích).